# Warszawa (Nowe Polaszki)
Warszawa (kaszb. Wôrszôwô) – część wsi Nowe Polaszki w Polsce, położona w województwie pomorskim, w powiecie kościerskim, w gminie Stara Kiszewa, w pobliżu jeziora Hutowego.
W latach 1975–1998 Warszawa położona była w województwie gdańskim.